# العلاقات الكاميرونية الكونغوية
العلاقات الكاميرونية الكونغولية هي العلاقات الثنائية التي تجمع بين الكاميرون وجمهورية الكونغو.

## مقارنة بين البلدين
هذه مقارنة عامة ومرجعية للدولتين:
| وجه المقارنة                                              | الكاميرون                      | [[تصنيف:صفحات تستخدم رمز علم غير موجود\|]] جمهورية الكونغو |
| --------------------------------------------------------- | ------------------------------ | ---------------------------------------------------------- |
| المساحة (كم2)                                             | 475.44 ألف                     | 342.00 ألف                                                 |
| عدد السكان (نسمة)                                         | 24.05 مليون                    | 5.26 مليون                                                 |
| الكثافة السكانية (ن./كم²)                                 | 50.58                          | 15.38                                                      |
| العاصمة                                                   | ياوندي                         | برازافيل                                                   |
| اللغة الرسمية                                             | لغة فرنسية، لغة إنجليزية       | لغة فرنسية                                                 |
| العملة                                                    | فرنك وسط أفريقي                | فرنك وسط أفريقي                                            |
| الناتج المحلي الإجمالي (بليون دولار)                      | 34.80 مليار                    | 8.72 مليار                                                 |
| الناتج المحلي الإجمالي (تعادل القوة الشرائية) بليون دولار | 72.72 مليار                    | 29.48 مليار                                                |
| الناتج المحلي الإجمالي الاسمي للفرد دولار أمريكي          | 1.22 ألف                       | 1.85 ألف                                                   |
| الناتج المحلي الإجمالي للفرد دولار أمريكي                 | 2.97 ألف                       |                                                            |
| مؤشر التنمية البشرية                                      | 0.512                          | 0.591                                                      |
| رمز المكالمات الدولي                                      | +237                           | +242                                                       |
| رمز الإنترنت                                              | .cm                            | .cg                                                        |
| المنطقة الزمنية                                           | توقيت غرب أفريقيا، ت ع م+01:00 | ت ع م+01:00                                                |

## منظمات دولية مشتركة
يشترك البلدان في عضوية مجموعة من المنظمات الدولية، منها:
| علم المنظمة | اسم المنظمة                                 | تاريخ انضمام الكاميرون | تاريخ انضمام جمهورية الكونغو |
| ----------- | ------------------------------------------- | ---------------------- | ---------------------------- |
|             | البنك الدولي للإنشاء والتعمير               | 10 يوليو 1963          | 10 يوليو 1963                |
|             | يونسكو                                      | 11 نوفمبر 1960         | 24 أكتوبر 1960               |
|             | أفريستات ‏                                   | 21 سبتمبر 1993         | 21 سبتمبر 1993               |
|             | أحدى                                        | ?                      | ?                            |
|             | البنك الإفريقي للتنمية                      | ?                      | ?                            |
|             | Gulf of Guinea Commission ‏                  | ?                      | ?                            |
|             | منظمة الشرطة الجنائية الدولية               | ?                      | ?                            |
|             | الأمم المتحدة                               | 20 سبتمبر 1960         | 20 سبتمبر 1960               |
|             | الاتحاد الأفريقي                            | ?                      | ?                            |
|             | مجموعة دول أفريقيا والكاريبي والمحيط الهادئ | ?                      | ?                            |
|             | مؤسسة التنمية الدولية                       | 10 أبريل 1964          | 8 نوفمبر 1963                |
|             | منظمة التجارة العالمية                      | ?                      | ?                            |
|             | البنك المركزي لدول وسط أفريقيا              | ?                      | ?                            |
|             | وكالة ضمان الاستثمار متعدد الأطراف          | 7 أكتوبر 1988          | 16 أكتوبر 1991               |
|             | مؤسسة التمويل الدولية                       | 1 أكتوبر 1974          | 1 أكتوبر 1980                |
|             | الفريق المعني برصد الأرض                    | ?                      | ?                            |
|             | منظمة حظر الأسلحة الكيميائية                | ?                      | ?                            |
|             | المركز الدولي لتسوية المنازعات الاستشارية   | 2 فبراير 1967          | 14 أكتوبر 1966               |

## وصلات خارجية
- موقع وزارة الخارجية الكاميرونية